# Chutes de la Vina
Les chutes de la Vina sont situées à 15 kilomètres de Ngaoundéré, dans le département de la  Vina au Cameroun.

## Description
C'est un lieu de tourisme à 10 minutes de  Ngaoundéré et situé sur les bords de la route vers Meiganga. Un point d'observation non aménagé offre une vue prenante de la chute. 

### Géographie
Les chutes de la Vina sont l’une des attractions touristiques peu exploitées de la Vina. 

## Activités

### Tourisme

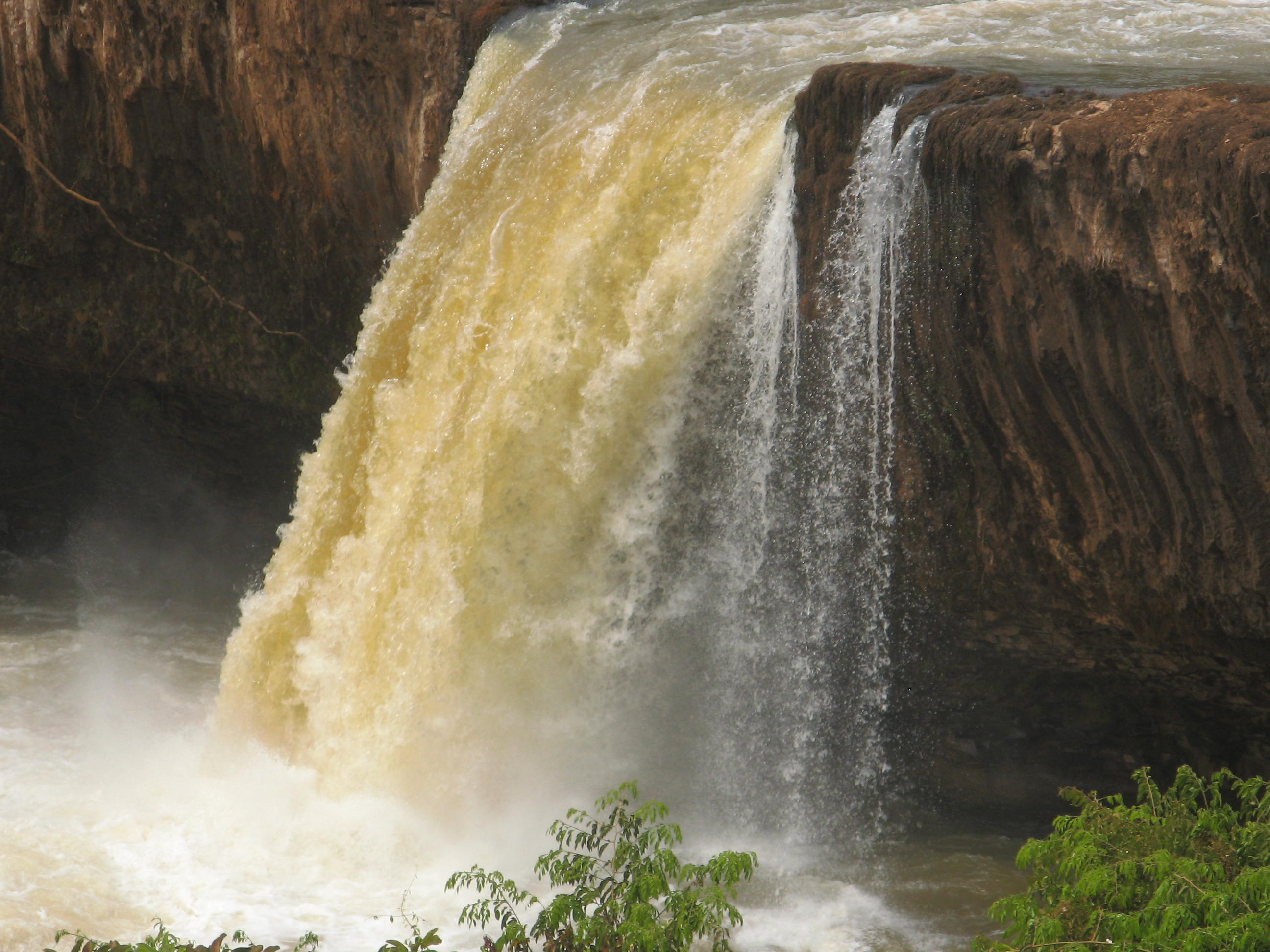
Les chutes en juin.

Pour réaliser de superbes photos, le site possède un point d'observation.
Les chutes peuvent être observées depuis de remarquables points de vue très faciles d'accès.  
Toujours alimentées, même en saison sèche, elles sont plus spectaculaires en saison des pluies - de septembre à novembre - pour voir les chutes au maximum de leur débit. 
Depuis la construction de route bitumée depuis NGaoundéré, le site ne se trouve qu'à 10 minutes de la ville et est très simple d'accès.
Les points d'observations ne sont pas aménagés.  
Le lieu, près de la route, constitue une bonne halte pour se désaltérer devant le spectacle aquatique.